# Alwyn Morris
Alwyn Morris (Montreal, 22 de noviembre de 1957) es un deportista canadiense que compitió en piragüismo en la modalidad de aguas tranquilas.
Participó en dos Juegos Olímpicos de Verano en los años 1984 y 1988, obteniendo una medalla de oro y otra de bronce en la edición de Los Ángeles 1984. Ganó dos medallas en el Campeonato Mundial de Piragüismo en los años 1982 y 1983.

## Palmarés internacional
| Juegos Olímpicos   | Juegos Olímpicos             | Juegos Olímpicos  | Juegos Olímpicos |
| Año                | Lugar                        | Medalla           | Evento           |
| ------------------ | ---------------------------- | ----------------- | ---------------- |
| 1984               | Los Ángeles (Estados Unidos) | Medalla de bronce | K2 500 m         |
| 1984               | Los Ángeles (Estados Unidos) | Medalla de oro    | K2 1000 m        |
| Campeonato Mundial |                              |                   |                  |
| Año                | Lugar                        | Medalla           | Evento           |
| 1982               | Belgrado (Yugoslavia)        | Medalla de plata  | K2 1000 m        |
| 1983               | Tampere (Finlandia)          | Medalla de bronce | K2 500 m         |